# گاستونه پسکوچی
گاستونه پسکوچی (ایتالیایی: Gastone Pescucci؛ ‏ ۲۱ ژوئیه ۱۹۲۶ – ۲۸ اکتبر ۱۹۹۹) بازیگر و صداپیشه اهل ایتالیا بود.
از فیلم‌هایی که وی در آن نقش داشته‌است، می‌توان به دوبار شلیک کن، حکایت‌های عاشقانه، پزشک بیمه سلامت، پیرینوی باحال، دانشجو، اعتراض عمومی، سرانجام… هزار و یک شب، معلم علوم تجربی، شب‌های داغ کالیگولا، دورو، بوکاچو، سکس و لذت، اعترافات یک پلیس زن، رسوایی در خانواده، ضعف اخلاقی خانوادگی، راننده تاکسی، خانم دکتر زیر لحاف و آموزگار جایگزین اشاره کرد.